# Trang phục truyền thống

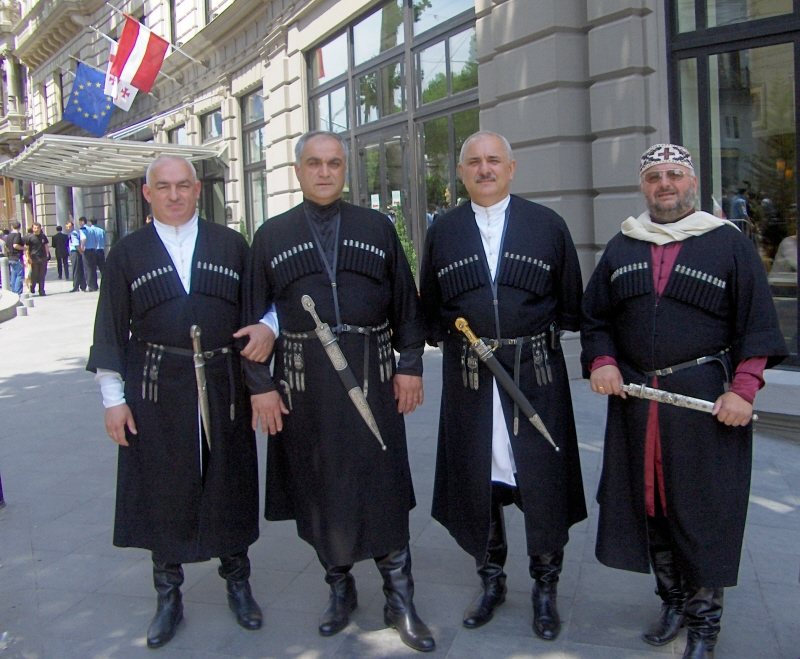
Quốc phục phái nam của nước Gruzia

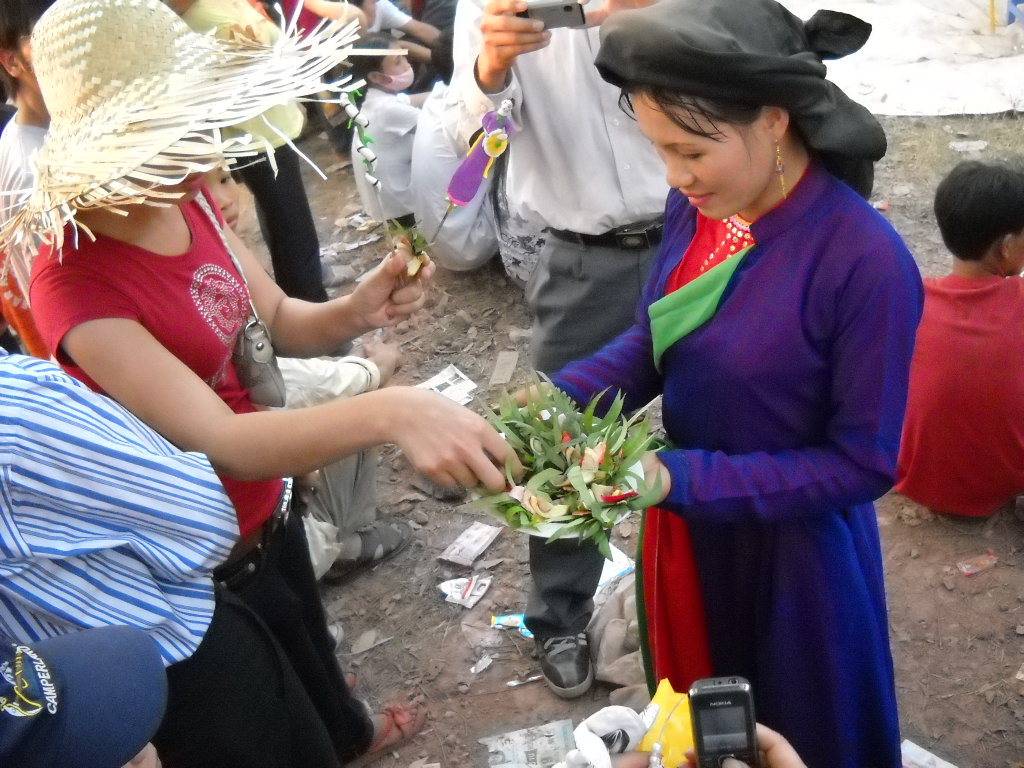
Phụ nữ Việt mặc áo tứ thân (phải)

Trang phục truyền thống là quần áo và trang phục truyền thống của một quốc gia, một địa phương, một dân tộc, hoặc có khi là một thời kỳ lịch sử nào đó của một nhóm người. Mặc quốc phục thường mang ý niệm củng cố tinh thần đoàn kết của một cộng đồng hay đoàn thể.
Trong khi Âu phục đã dần dần chiếm ưu thế trên toàn cầu, quốc phục được duy trì là trang phục đặc biệt dùng vào những ngày lễ liên quan đến truyền thống văn hóa hoặc những dịp mang tính cách trang nghiêm, trịnh trọng. Trong khi trang phục truyền thống có thể bao gồm nhiều loại quần áo từ người nhà quê đến bậc vương giả nhưng quốc phục là trang phục trang trọng nhất của thường dân dành cho các dịp khánh tiết.

## Ví dụ về trang phục truyền thống của các nước

### Châu Phi

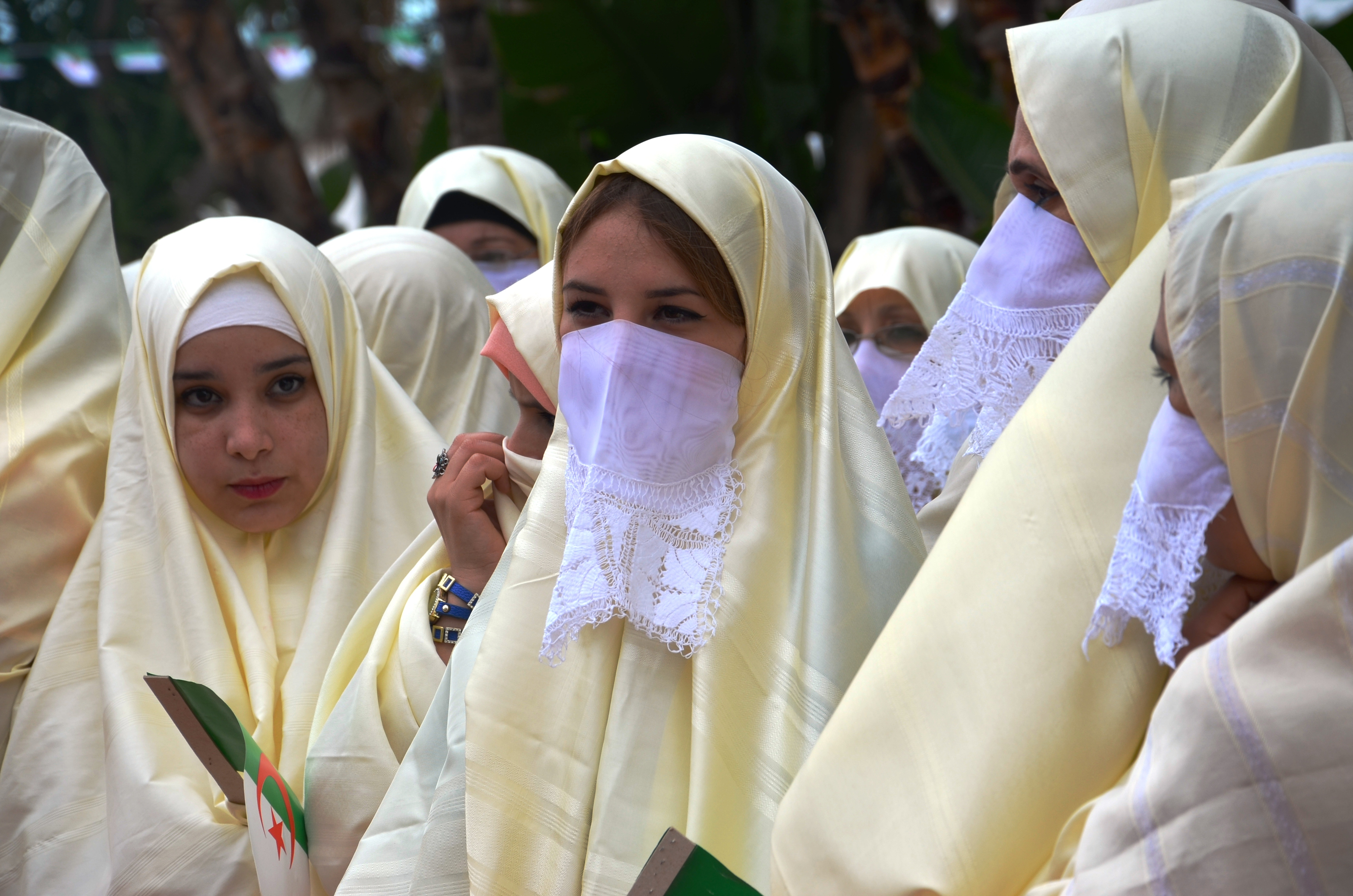
Phụ nữ đeo khăn haik ở Algeria

- Bénin - Dashiki, Aso Oke Hat (nam) và Áo choàng rộng (nữ)
- Ai Cập - Galabeya
- Ethiopia - Com-lê Ethiopia (nam) và váy cà phê Ethiopia (nữ)
- Ghana - Kente, áo khoác Ghana, Fila (nam) và Kaftan (nữ)
- Kenya - Daishiki, Kanzu, Kofia (nam), Kanga và Kitenge (nữ)
- Liberia - Daishiki và Kufi (nam), Kaftan (nữ)
- Mali - Grand boubou và Kufi (nam), Kaftan (nữ)
- Maroc - Djellaba (nam), nón Fez, Takchita (nữ)
- Nigeria - Agbada và Isiagu (nam), Buba và áo choàng (nữ), Fila, Aso Oke Hat
- Sénégal - Kaftan Senegal và Kufi (nam), Kaftan (nữ)
- Somalia - Khameez, Macawiis, và Koofiyad (nam), Hijab (nữ)
- Nam Phi - Áo Madiba, Dashiki, Zulu crown (isicholo)
- Sudan - Jalabiyyah, Taqiyyah, và Turban (nam), Toob, váy cotton (nữ)
- Tanzania - Kanzu, Dashiki, và Kofia (nam), Kanga và Gowni (nữ)
- Uganda - Kanzu, Dashiki, và Kofia (nam), Gomesi (nữ)
- Zimbabwe - Áo Safari và Dashiki (nam), Buba (nữ)

### Châu Mỹ
- Brasil - Baiana và Bilcha
- Canada - Tuque, Anorak, Ceinture Fléchée
- Chile - Huaso
- Cuba - Guayabera (nam), váy guayabera (nữ)
- Cộng hòa Dominican - Chacabana
- Guyana - Áo vét (Guayabera) (nam), Booboo (nữ)
- Haiti - Áo vét (nam), váy Karabela (nữ)
- Jamaica - Áo vét (nam), váy Quadrille (nữ)
- México - Sombrero, Mariachi, Charo, Hiupil, Rebozo, Sarape
- Panama - Pollera
- Peru - Chullo, Poncho
- Puerto Rico - Guayabela, Pantalons, nón Panama (nam), váy Trajes (nữ)
- Trinidad - Guyabera (nam), Booboo (nữ), trang phục Carnivals
- Mỹ - Nhiều loại trang phục địa phương. Váy truyền thống ở Texas và Tây Nam Hoa Kỳ bao gồm nón cao bồi, giày bốt, cà vạt bolo. Váy truyền thống của người đô thị gồm quần jeans rộng và bling.

### Châu Á

#### Đông Á

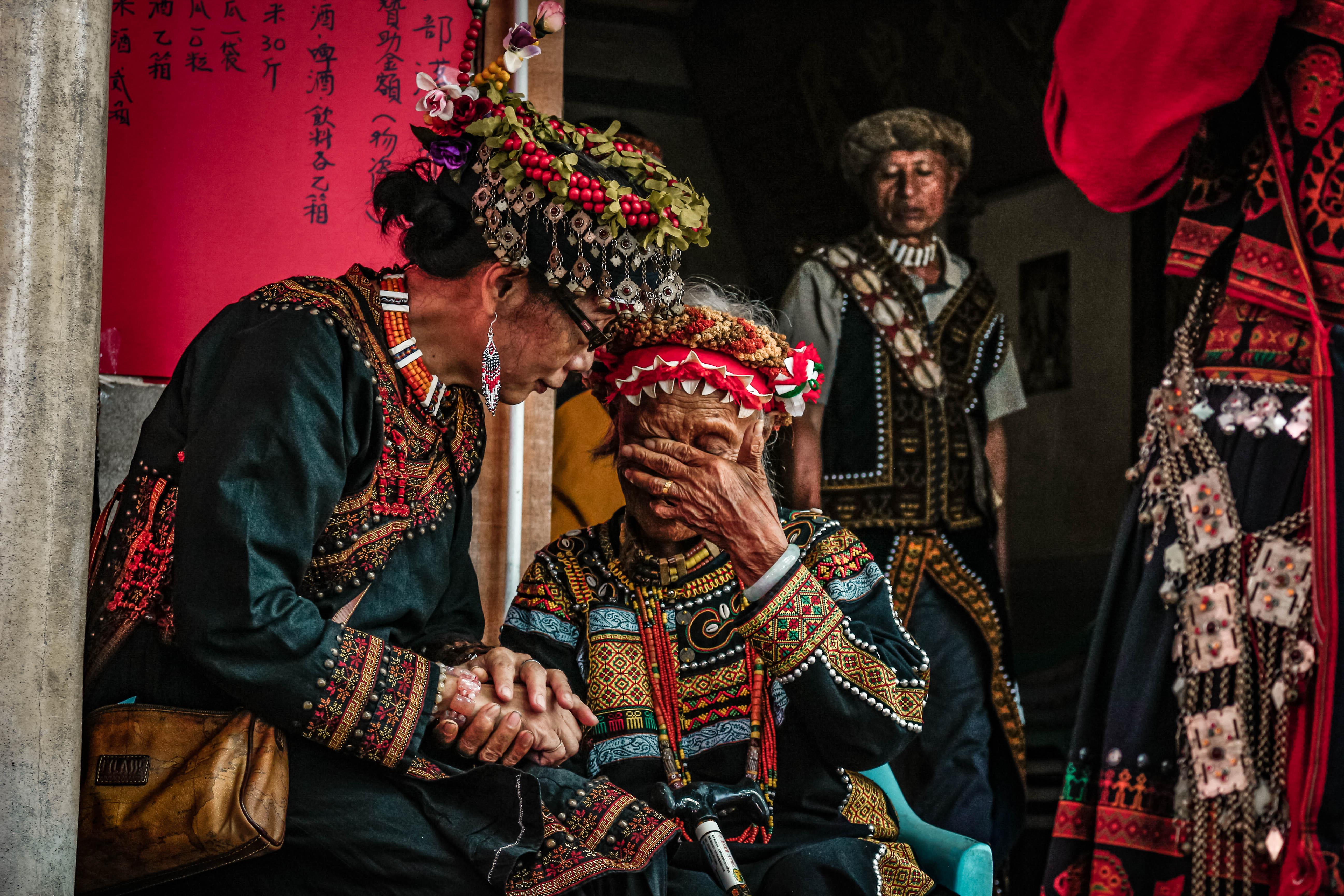
Người Paiwan ở Đài Loan

- Trung Quốc - Hán phục (Hanfu), thường phổ biến hơn là xường xám (nữ); Changsan (nam)
- Mông Cổ - Deel
- Nhật Bản - Kimono (Wafuku), Hakama
- Hàn Quốc / Cộng hòa Dân chủ Nhân dân Triều Tiên - Hanbok

#### Nam Á

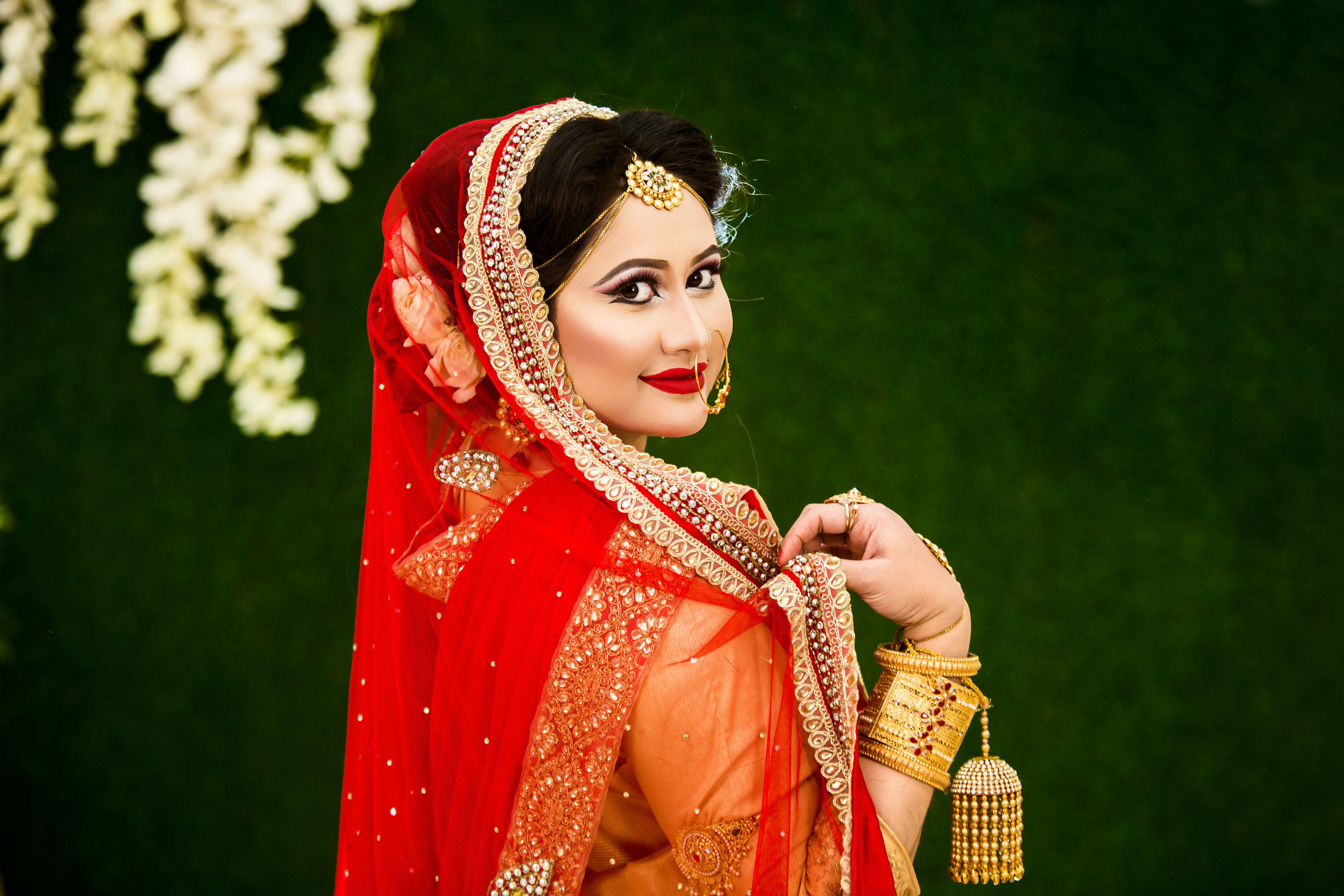
Cô dâu mặc sari ở Bangladesh

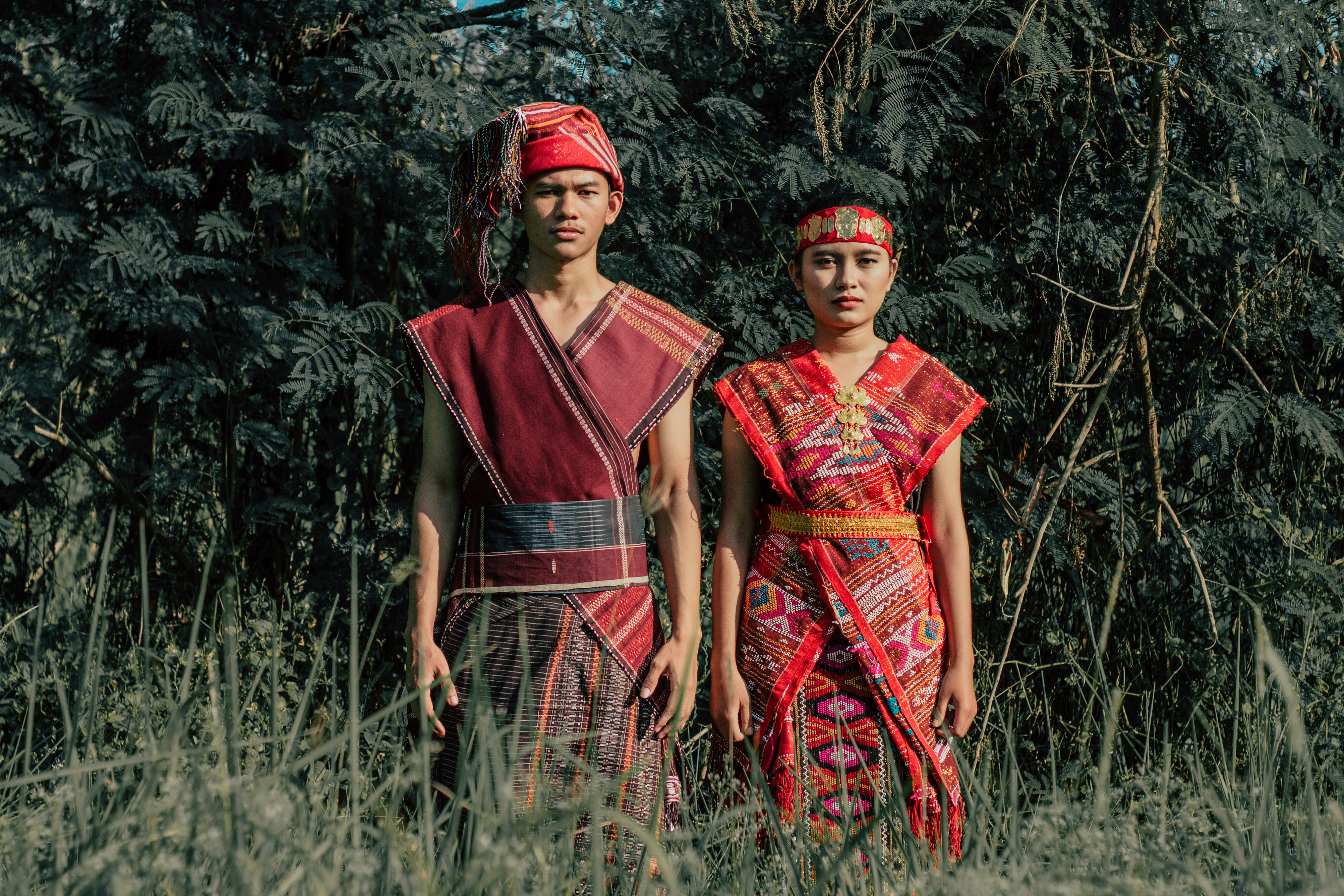
Người Batak ở Indonesia

- Bangladesh - Pajamas và Lungi, Kurta/Panjabi (nam) và Sari, Salwar Kameez (nữ)
- Nam Ấn Độ - Dhoti và Lungi, Kurta (nam); Salwar Kameez (nữ), Sari, Turban
- Maldives - Dhivehi libaas (nữ); Xà rông, Áo trắng có tay áo dài (nam)
- Bhutan - Gho (nam) và Kira (nữ)
- Nepal - Daura và Sharwal (nam); Sari, Gunyo cholo (nữ)
- Sri Lanka - Dhoti và Lungi, Xà rông, Sari

#### Đông Nam ÁvàThái Bình Dương
- Campuchia - Sampot
- Hawai - Áo Hawai
- Indonesia - Batik, Kebaya (nữ)

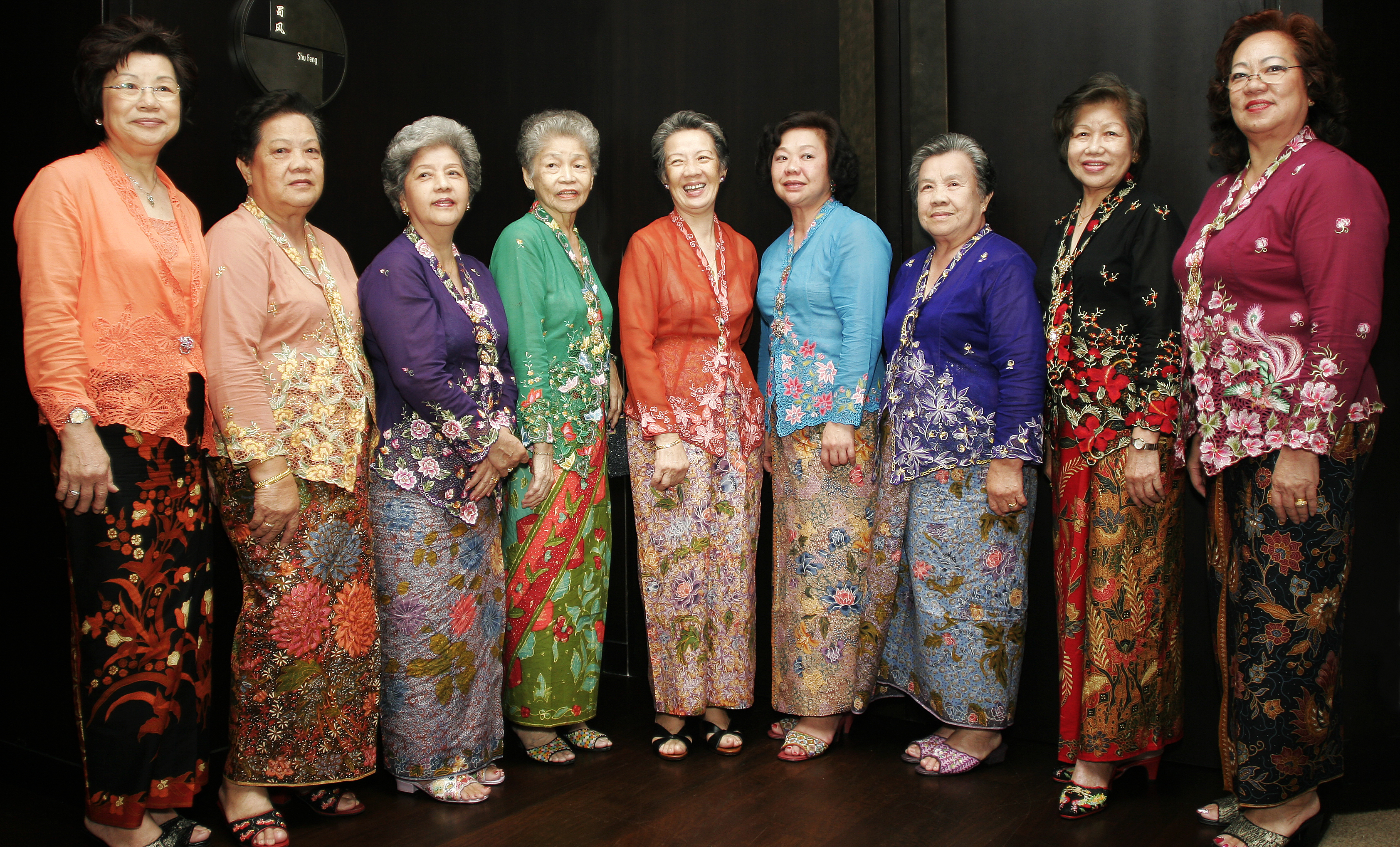
Một nhóm phụ nữ trong trang phục kebaya

- Malaysia - Baju Melayu, Baju Kurung (nữ), Baju Kebaya (nữ), Xà rông
- Myanmar - Thummy
- New Zealand - Áo lanh Maori
- Philippines - Barong Tagalog (nam), Baro't Saya (nữ)
- Thái Lan - Suea Phra Ratchathan (nam); Thai Chakkri, Thai Boromphiman, Thai Siwalai, Thai Dusit, Thai Chakkraphat, Thai Amarin, Thai Chitlada, Thai Ruean Ton (nữ), Sampot
- Tonga - Tupenu và Ta'ovala
- Việt Nam - Việt phục: gồm có: Áo giao lĩnh, Áo dài, Áo tứ thân, Yếm, Áo ngũ thân, Áo bà ba (nữ), Áo gấm (nam), Nón lá, Khăn đóng, và các trang phục truyền thống của các dân tộc thiểu số
- Lào - Sinh (nữ),Salong (nam)

### Châu Âu

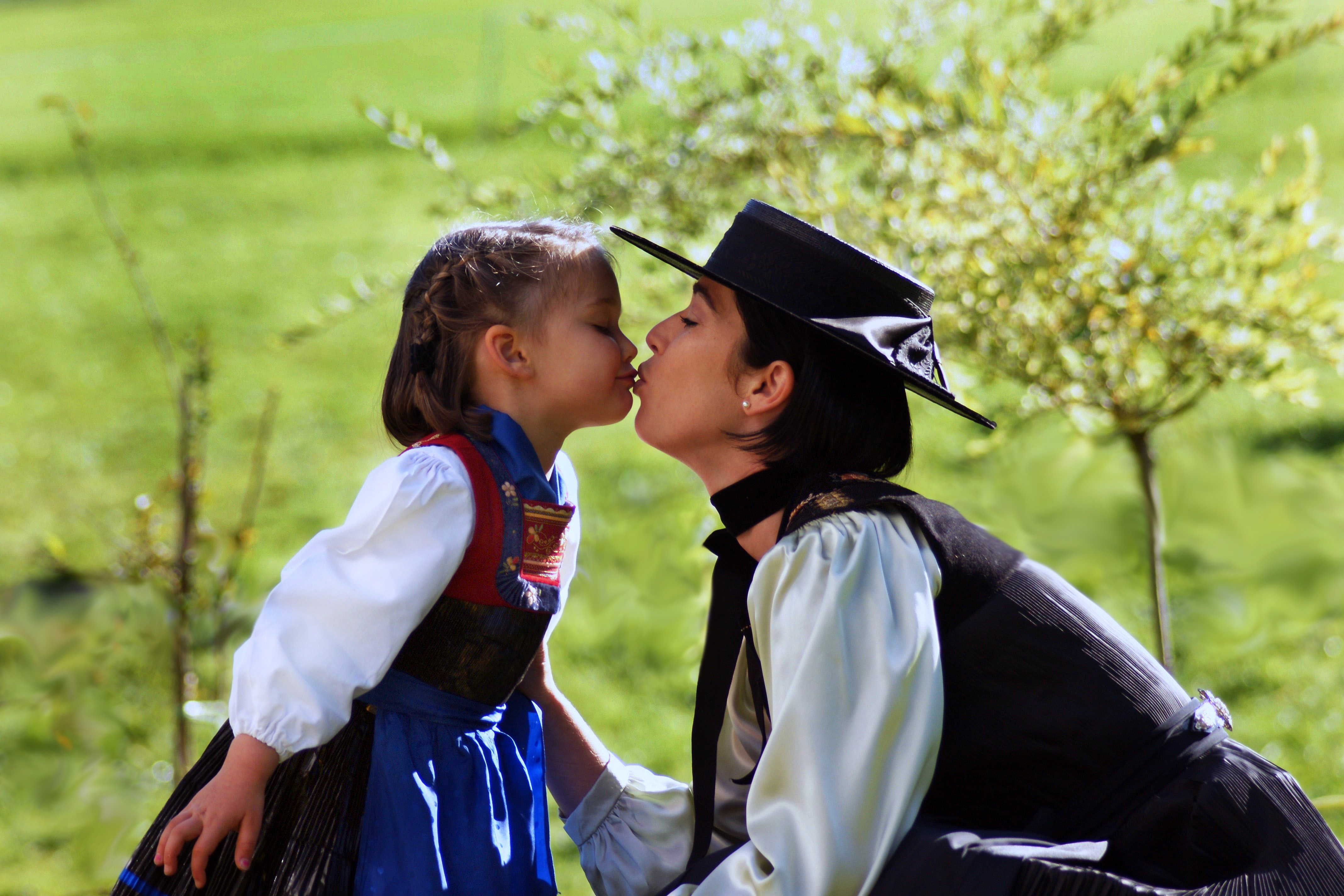
Mẹ và con gái trong trang phục truyền thống (juppen) vùng Bregenz, Áo

Người Bắc Macedonia

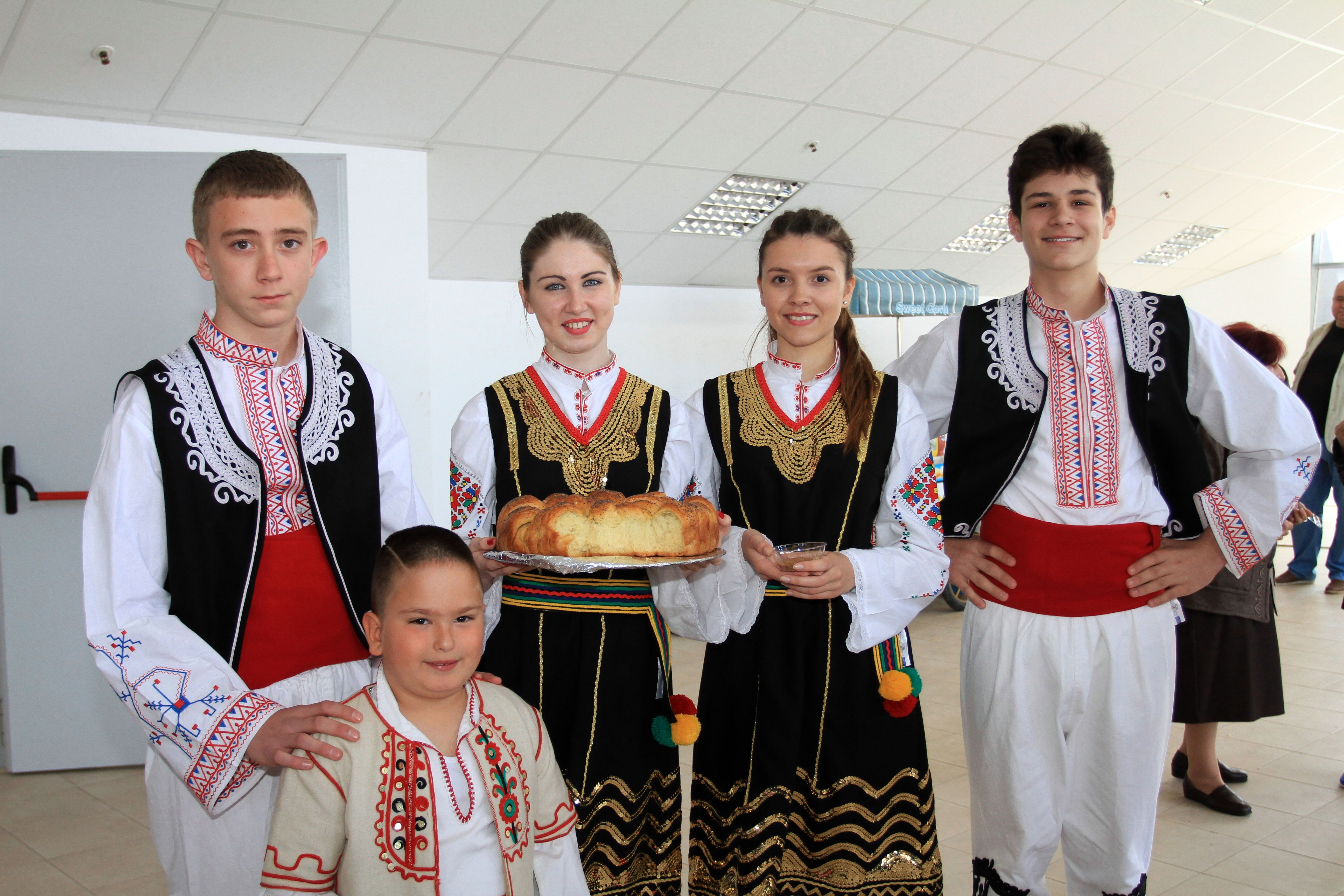
Trẻ em Bulgaria

- Albania - Trang phục truyền thống Albania, Fustanella
- Áo - Tracht, Dirndl
- Bavaria - Dirndl, Lederhosen
- Bohemia - Kroje
- Anh - Áo đính ngọc trai của vua và hoàng hậu, trang phục nhảy morris
- Pháp - Áo Breton và Beret
- Đức - Tracht, Dirndl, Lederhosen
- Hy Lạp - Fustanella, Peplos, Toga
- Iceland - Þjóðbúningurinn
- Ireland - Áo len Aran, nón Flat, Trang phục Stepdance Ireland
- Ý - Trang phục khiêu vũ truyền thống Italy, trang phục Tarantella
- Cộng hòa Macedonia - Trang phục truyền thống Macedonia
- Malta - Għonnella (Faldetta)
- Moravia - Kroje
- Hà Lan - Mũ Hà Lan, sabot
- Na Uy - Bunad
- Ba Lan - Váy Ba Lan
- Nền văn minh La Mã - Toga, Stola
- Nga - Sarafan, Kosovorotka, Ushanka
- Scotland - Kilt, Tam o'shanter, váy Aboyne
- Slovakia - Kroj (váy thêu truyền thống)
- Thụy Điển - Sverigedräkten
- Ukraina - Áo thêu, vành hoa Ukraine
- Wales - Nón Wales

### Trung Đông
- Afghanistan - Kurta (nam), Shalwar Kameez (nữ), Burqa, Turban
- Thế giới Ả Rập - Abaya, Fez, Keffiyeh, Taqiyah, Hijab (bởi giáo dân Hồi giáo)
- Iran - Chador, Giveh, Galesh
- Israel - Yarmulke, Tallit, Tefillin (Trang phục tôn giáo của người Do Thái), Tichel/Sheitel/Snood/Shpitzel, Tzniut
- Pakistan - Shalwar Kameez (nam và nữ)
- Thổ Nhĩ Kỳ - Fez (nam), Yashmar (nữ), Islak, Shalwar (quần)